# RKO 281
RKO 281 é um telefilme dramático de 1999 dirigido por Benjamin Ross e estrelado por Liev Schreiber, James Cromwell, Melanie Griffith, John Malkovich, Roy Scheider e Liam Cunningham. Baseado no documentário The Battle Over Citizen Kane, do programa de TV American Experience, o filme reconstitui a produção de Cidadão Kane, em 1941, e defende a tese de que o filme foi em grande parte inspirado na vida do jornalista William Randolph Hearst, dono de um dos maiores impérios da comunicação nos EUA. O título do filme é uma referência ao número de produção original de Cidadão Kane.

## Enredo
Em 1940, Orson Welles (Schreiber), o chefe do estúdio RKO George Schaefer (Scheider), e o roteirista Herman J. Mankiewicz (Malkovich) lutam para fazer o que será considerado o maior filme de todos os tempos, Cidadão Kane. Welles e Mankiewicz participam de uma festa no Castelo Hearst, onde Welles conhece o hipócrita e tirânico jornalista William Randolph Hearst (Cromwell), que dá a Welles a inspiração para fazer um filme sobre sua vida. Mankiewicz é contra a ideia, pois como ele sabe, a ira de Hearst será horrível. Ele conta a Welles a história (nunca comprovada) de como Hearst tentou assassinar Charlie Chaplin e acabou matando por engano o ator e produtor Thomas Ince. Mas Welles não se intimida e Mankiewicz finalmente aceita.
Depois de descobrir, através de Hedda Hopper, após uma exibição para a imprensa, que o filme de Welles é, na verdade, uma biografia pouco velada e excepcionalmente indecorosa dele, Hearst usa seu imenso poder e influência para tentar barrar o lançamento do filme. A amante de Hearst, a atriz Marion Davies (Griffith), supera o constrangimento de ter suas vidas privadas expostas e vilipendiadas, ao mesmo tempo em que oferece consolo a Hearst e até dinheiro quando suas finanças começam a diminuir (vendendo todas as joias que ganhou dele e dando-lhe o dinheiro em cheque).
No final, após consideráveis atrasos e turbulências, além da desintegração da relação profissional entre Welles e Mankiewicz e um golpe caro para a carreira de Schaefer, o filme é finalmente lançado, para o desgosto de Hearst. A divulgação do filme é prejudicada pela proibição de Hearst sobre sua menção em todas as suas publicações, e seu sucesso comercial é limitado. Welles, no entanto, tem a satisfação de ter criado um dos filmes mais criticamente admirados de todos os tempos.

## Elenco
- Liev Schreiber — Orson Welles
- James Cromwell — William Randolph Hearst
- Melanie Griffith — Marion Davies
- John Malkovich — Herman J. Mankiewicz
- Brenda Blethyn — Louella Parsons
- Roy Scheider — George Schaefer
- Liam Cunningham — Gregg Toland
- David Suchet - Louis B. Mayer
- Fiona Shaw — Hedda Hopper
- Anastasia Hille — Carole Lombard
- Roger Allam - Walt Disney

## Cenários
O produtor Ridley Scott queria filmar no próprio Castelo Hearst, mas foi negado. RKO 281 foi filmado no Reino Unido, principalmente em Londres. A escadaria gótica do castelo de Hearst foi filmada nas câmaras de St. Pancras, anexadas à estação ferroviária de St. Pancras. Os aposentos e escritórios privados de Hearst, incluindo uma lareira de mármore, foram filmados no Salão Gamble, no Museu Victoria and Albert. A lareira vista na sala foi salva de Dorchester House antes da demolição desse edifício em 1929. O salão de jantar e o salão de baile de Hearst foram filmados no Grande Salão do London Guildhall.

## Recepção
No site Rotten Tomatoes, o filme possui uma classificação "fresh" de 93%, baseada em 14 avaliações.

## Prêmios
O filme ganhou o Globo de Ouro de melhor minissérie ou filme para televisão de 2000, e também recebeu um Prêmio Emmy na categoria Composição Musical Excelente para Minissérie, Filme ou especial. O compositor de cinema John Altman também ganhou o Prêmio Emmy na categoria Composição Musical Excelente para Minissérie, Filme ou especial.